# Lo frate 'nnamorato
Personnages
- Marcaniello (basse)
- Ascanio, son fils adoptif (soprano)
- Don Pietro, fils de Marcaniello (baryton)
- Luggrezia, fille de Marcaniello, (contralto)
- Don Carlo, romain (ténor)
- Nina, sa nièce (contralto)
- Nena, sa nièce (contralto)
- Vanella, servante de Don Carlo (soprano)
- Cardella, servante de Marcaniello (soprano)

Lo frate 'nnamorato (« Le frère amoureux ») est un opera buffa  en trois actes de Giovanni Battista Pergolesi, livret de Gennaro Antonio Federico. Cet opéra écrit en napolitain, a été créé au Teatro dei Fiorentini à Naples, le 27 septembre 1732.

## Personnages
| Personnages | Voix             | Création 27 septembre 1732 |
| --- | ---------------- | -------------------------- |
| Marcaniello, un napolitain, qui doit épouser Nina | basse            | Giacomo D'Ambrosio         |
| Ascanio, fils adoptif de Marcaniello, amoureux de Luggrezia, de Nena, de Nina ; il va découvrir qu'il est Lucio, le frère disparu de ces deux dernières. | soprano travesti | Teresa Passaglioni         |
| Don Pietro, fils de Marcaniello, qui doit épouser Nena                                                                                                   | baryton          | Girolamo Piani             |
| Luggrezia, fille de Marcaniello, amoureuse d'Ascanio | contralto        | Rosa Gherardini            |
| Don Carlo, un Romain, amoureux de Luggrezia, oncle de Nena et Nina, ses pupilles                                                                         | ténor            | Gian Battista Ciriaci      |
| Nina, sa nièce, amoureuse d'Ascanio | contralto        | Teresa De Palma            |
| Nena, sœur de Nina, amoureuse d'Ascanio | soprano          | Marianna Ferrante          |
| Vanella, servante de Don Carlo | soprano          | Margherita Pozzi           |
| Cardella, servante de Marcaniello | soprano          | Maria Morante              |

## Intrigue
L'intrigue se déroule dans la maison de Marcaniello située à Capodimonte près de Naples. Ascanio, le frère de Nina et Nena, a été enlevé enfant par des brigands et est porté disparu ; il a toutefois été retrouvé et adopté par Marcaniello. Nina et Nena qui sont les pupilles de leur oncle, le Romain Don Carlo, sont promises à Marcaniello et à son fils Don Pietro, mais sont en fait amoureuses d'Ascanio, ne connaissant pas leur lien de parenté avec ce dernier. Don Carlo souhaite épouser Luggrezia, la fille de Marcaniello, qui lui-même souhaite épouser Nina. Ascanio lui hésite : aimer Luggrezia, amour impossible puisqu'elle est sa sœur adoptive, aimer Nena ou Nina une des deux nièces de Don Carlo. Les deux soubrettes Vanella (servante de Carlo) et Cardella (servante de Marcaniello) prennent part aux diverses intrigues qui s'ensuivent. Finalement, lors d'un duel qui oppose Ascanio et Carlo, ce dernier reconnait Ascanio comme son neveu disparu grâce à une marque sur son bras. Ascanio et Luggrezia sont alors libres de se marier. Les trois autres hommes renonceront à leurs projets matrimoniaux.